# Jaan Ehlvest
Jaan Yukhanovich Ehlvest (Tallinn, 14 oktober 1962) is een Estische schaker. In 1987 werd hem door de FIDE de Grootmeestertitel (GM) toegekend, en in 2014 werd hij FIDE Senior Trainer.
- In 1977 werd Ehlvest jeugdkampioen van Estland, in 1980 van de USSR en in 1983 werd hij Europees juniorenkampioen. In 1981 eindigde hij op de tweede plaats in het wereldkampioenschap voor de jeugd in Mexico.
- In 1994 speelde hij mee in het Petrov Memorial en eindigde hij als eerste met 6½ uit 9 en in het Tal's Memorial in 1995 werd hij achtste, Garri Kasparov eindigde hier als eerste.
- Het 28e World Open dat van 28 juni t/m 4 juli 2000 in Philadelphia gespeeld werd, werd na de tie-break gewonnen door Joel Benjamin met 7 punten uit negen ronden. Er eindigden acht spelers met zeven punten onder wie Jaan Ehlvest.
- Het 30e World Open dat in juli 2002 in Philadelphia gespeeld werd, eindigde in een gelijke stand van negen spelers aan de top met 7 punten uit negen ronden. Na de tie-break werd Ehlvest vierde.
- In 2003, 2004, 2006 en 2007 won hij het kampioenschap van de Marshall Chess Club.[1]
- Het 31e World Open dat van 28 juni t/m 6 juli 2003 in Philadelphia gespeeld werd, werd gewonnen door Ehlvest met 7 punten uit negen ronden.
- Op de 32e World Open dat van 30 juni t/m 4 juli 2004 in het Adams Mark Hotel in Philadelphia gespeeld werd, eindigde Ehlvest na een tie-break op de vierde plaats.
- In mei 2005 werd in Minneapolis het open Global Challenge toernooi gespeeld. Ehlvest eindigde met 7 punten op een gedeelde tweede plaats.
- In juli 2005 speelde Ehlvest in New York een match van vier partijen tegen het schaakprogramma "Zappa" van Anthony Cozzie met als uitslag: Zapp - Ehlvest: 3 - 1
- In november 2005 werd in Philadelphia het 36e National Chess Congress gespeeld dat door Ildar Ibragimov met 5 uit 6 gewonnen werd. Jaan Ehlvest eindigde met 5 punten op de derde plaats.